# Habenaria weberiana
Habenaria weberiana är en orkidéart som beskrevs av Rudolf Schlechter. Habenaria weberiana ingår i släktet Habenaria och familjen orkidéer. Inga underarter finns listade i Catalogue of Life.